# Copidaster lymani
Copidaster lymani är en sjöstjärneart som beskrevs av A.H.Clark 1948. Copidaster lymani ingår i släktet Copidaster och familjen Ophidiasteridae. Inga underarter finns listade i Catalogue of Life.